# Ri Kaisei
Ri Kaisei (japanisch; Hanja/Kanji: 李 恢成; Lee Hwesong, Yi Hoe-sŏng, Yi Hoe-seong, I Feson, I Fue-song, chinesisch: Li Huicheng, Li Hui-ch'eng; * 26. Februar 1935 in Maoka; † 5. Januar 2025) war ein japanischer Schriftsteller koreanischer Herkunft.

## Leben und Wirken
Ri Kaisei wurde als Sohn koreanischer Eltern in Maoka, heute Cholmsk, im damals japanischen Süden der Insel Sachalin geboren. Er musste die Insel nach dem Zweiten Weltkrieg verlassen und kam mit seiner Familie nach Japan. Er schaffte seinen Weg durch die Waseda-Universität, die er mit einer Arbeit über russische Literatur abschloss. In seinen frühen schriftstellerischen Jahren reflektierte er immer wieder seine Bindungen zu der verlorenen Heimat und die Situation der koreanischen Minderheit in Japan. Seine bekanntesten Werke sind „Kinuta o utsu onna“ (砧をうつ女) – „Die mit dem Eisen bügelnde Frau“, für den er 1971 den Akutagawa-Preis erhielt, und „Warera seishun no tōjo nite“ (われら青春の途上にて) – etwa „Über den Weg in unserer Jugendzeit“. Ein weiteres bekanntes Werk ist der Bildungsroman Kayako no tami ni (伽倻子のために) – „Für Kayoko“ 1970.
1979 beendete Ri den sechsbändigen Roman „Mihatenu yume“ (見果てぬ夢) – „Unvollendeter Traum“, in dem er in utopischen Versionen seiner Hoffnung auf die Wiedervereinigung Koreas Ausdruck verleiht. „Saharin o tabi“ (サハリンへの旅) – „Reise nach Sachalin“ 1983 ist ein Reisebericht über das Wiedersehen mit Sachalin. Von 2005 bis 2020 verfasste er die Werkreihe „Chijō seikatsu-sha“ (地上生活者) – „Die auf der Erde Lebenden“.